# مارتن د. سميث
مارتن د. سميث (بالدنماركية: Martin D. Smith)‏ هو لاعب كرة قدم دنماركي، ولد في 30 يونيو 1978 في كوبنهاغن في مملكة الدنمارك.